# LILDBI-Web
LILDBI-Web é o software produzido pela BIREME para o processo de descrição bibliográfica, indexação e controle de erros, que permite o envio de dados para a cooperação entre as bibliotecas que pertencem a rede de Centros Cooperantes do Sistema LILACS.
Utiliza-se de três ferramentas diferentes para cada atividade:
- SeCS - controle dos títulos de periódicos que fazem parte da base de dados LILACS;
- DeCS server - vocabulário controlado baseado no MeSH, que é utilizado para o controle dos termos utilizados na indexação dos documentos contidos na base de dados LILACS;
- IaH - interface de busca desenvolvida para pesquisas na base de dados LILACS.